# محمد جمال الدين الفندي
محمد جمال الدين الفندي رائد من روّاد علم الفلك بالعالم، وأحد العلماء المعاصرين، اهتم بالإعجاز العلمي في القرآن.

## ولادته ونشأته
ولد الدكتور جمال الدين الفندي عام 1913 بالسودان وأتم دراسته بمدرسة عطبرة بها، ثم انتقل إلى مصر عقب ثورة السودان عام 1925 حيث التحق بمدرسة الجمعية الخيرية الإسلامية الإعدادية ثم مدرسة الإبراهيمية الثانوية، ومنها حصل على شهادة البكالوريا (الثانوية) بمجموع درجات كبير يؤهله للالتحاق بكلية الطب، واستجابة لإرادة أسرته التحق فعلا بكلية الطب، ثم قام هو بسحب أوراقه للإلتحاق بكلية العلوم نظراً لميله الشديد لدراسة العلوم، وفي كلية العلوم تتلمذ على يد العالم المصري النابغة علي مصطفى مشرفة أستاذ الفيزياء، حيث درس معه «نظرية النسبية» لأينشتاين، ونظرية الكهرو مغناطيسية، ثم تخرج في كلية العلوم بتقدير «ممتاز» عام 1935.

## شهاداته
وقد حصل على العديد من الشهادات وشغل العديد من المناصب.
1. حصل على بكالوريوس الطبيعة الخاصة من جامعة القاهرة 1935.
2. دبلوم الأرصاد الجوية من جامعة لندن 1938.
3. دكتوراه الفلسفة في الطبيعة الجوية 1946.
4. عضو هيئة التدريس بكلية العلوم جامعة الإسكندرية حيث عمل مدرسا بقسم الطبيعة 1942-1946.
5. أستاذ كرسي 1953-1956، أستاذ الطبيعة الجوية بكلية العلوم جامعة القاهرة 1956-1973.
6. رئيس قسم الفلك والأرصاد الجوية 1966-1973.,
7. رئيس قسم الأرصاد بمعهد الأرصاد الجوية بجامعة الملك عبد العزيز 1974-1980.
8. أستاذ متفرغ بعلوم القاهرة 1980. عضو المجمع المصري للعلوم.
9. عضو هيئة كبار العلماء بالأزهر الشريف، عضو مجلس جامعة الأزهر.
10. رئيس الجمعية الفلكية المصرية والجمعية المصرية للعلوم الجوية.
11. رئيس لجنة خبراء العلوم بالمجلس الأعلى للشئون الإسلامية.
12. أنشأ قسم الفلك والأرصاد بعلوم القاهرة 1966، ووحدة الطبيعة الجوية في المركز القومي للبحوث «وحدة دراسات تلوث الهواء حاليا» وهو صاحب مدرسة الربط بين العلم والدين وقد ازدهرت وشملت العديد من فروع العلم الآن.

## نظرياته
له العديد من النظريات العلمية مطبقة حاليا في مجال الرصد في الشرق العربي ووادي النيل مثل انخفاضات قبرص الجوية، نظرية ذبذبات جبهة التجمع تحت المدارية وعلاقاتها بأمطار فيضان النيل، نظرية ذبذبات انخفاض السودان الموسمي وكلها منشورة في أمهات المجلات العلمية المتخصصة في إنجلترا وأمريكا ووزارة الطيران البريطاني من أجل التطبيق عمليا.

## مؤلفاته
من الكتب العلمية والمراجع:
1. طبيعيات الجو وظواهره 1956،
2. الطبيعة الجوية 1964،
3. الأرصاد الجوية مطابقة 1975،

ومن الكتب العلمية المترجمة:
1. سكان السماوات 1959،
2. قصة الفيزياء 1964،
3. العلم خفاياه وأسراره 1971،

ومن الكتب الثقافية العامة في سلسلة اقرأ:
1. كتاب الصعود إلى المريخ 1957
2. كتاب عجائب الأرض والسماء 1964،

وفي السلسلة الثقافية بوزارة الثقافة:
1. كتاب المريخ 1960،
2. كتاب الغلاف الهوائي 1964

ومن الكتب الإسلامية العلمية:
1. من الأيات الكونية في القرآن الكريم 1961،
2. القرآن والعلم 1948،
3. الإسلام والعمل (بالإنجليزية) 1987،

كتب راجعها:
- الموسوعة الفلكية، مترجمة عن أصل أجنبي، صدرت بالقاهرة، عن الهيئة المصرية العامة للكتاب سنة 1990.[1]
- شارك عضوا استشاريا في اللجنة العلمية الاستشارية لموسوعة المعرفة التي اصدرتها شركة انماء النشر و التسويق ش م م ل-بيروت-لبنان[2]</nowiki></ref>

## الجوائز والأوسمة
1. نشر له 25 بحثا علميا في مجالات الرصد الجوي العالمية ومن هذه البحوث مراجع في أمهات الكتب.
2. حصل على وسام الامبراطورية البريطانية في العلوم من الطبقة الممتازة 1946.
3. جائزة الدولة العلمية في العلوم الطبيعية 1947.
4. جائزة الجمعية المصرية للعلوم الرياضية والطبيعية 1950.
5. وسام العلوم والفنون من الطبقة الأولى 1983.[3]

## وفاته
توفي في 26 يونيو 1998.